# Diego López de Cogolludo

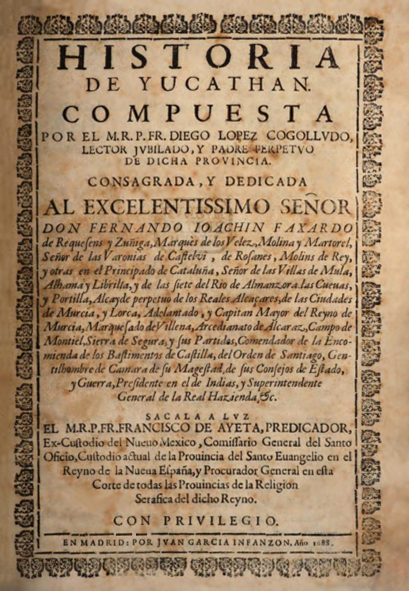
Primera página de Historia de Yucathan (1688).

Diego López de Cogolludo (Alcalá de Henares-España,1613-1665) franciscano, escritor e historiador de la península de Yucatán.

## Biografía
Perteneció a la orden de San Francisco a la cual se integró el 31 de marzo de 1629 en el monasterio de San Diego de Alcalá de Henares. Emigró a Yucatán, donde empezó siendo lector de teología, luego guardián del convento de Mérida, y finalmente Provincial de su Orden.

## Obra
Escribió el libro "Historia de Yucatán", la cual fue inspirada en testimonios fiables de los manuscritos de Diego de Landa, hoy conocidos como "Relación de las cosas de Yucatán", de  "Historia de Yucatán, Devocionario de Nuestra Señora de Izamal y Conquista Espiritual" de Bernardo de Lizana, y de la "Monarquía indiana" de Juan de Torquemada. López de Cogolludo no olvidó citar dichas fuentes en su libro.
Su obra "Historia de Yucatán" fue revisada antes de ser publicada por el fraile dominico Alonso Sandin quién dio el visto bueno para finalmente autorizar la edición e impresión en Madrid en 1688. Fue reimpresa hasta 1842 y más tarde en 1867.